# Franz Skarbina
Franz Skarbina, född den 24 februari 1849 i Berlin, död där den 18 maj 1910, var en tysk målare.

## Biografi
Franz Skarbina studerade vid Akademie der Künste i Berlin 1865–1869 och påverkades mest av Menzels teckningar och målningar med motiv ur det samtida livet. Efter två år som privatlärare i ett grevligt hushåll (1869–1871) gjorde han en studieresa till Dresden, Wien, Venedig, München, Nürnberg och Meran. Vändpunkten i hans skapande var ytterligare en studieresa till Belgien, Nederländerna och Frankrike 1877. I Paris kom han i kontakt med impressionisterna och målade livet i impressionistisk anda: platser, typer, stämningar. 
1878 blev han lärare vid akademien i Berlin och 1888 professor. Under den tiden bodde han ytterligare två gånger i Paris (1882–1883 och 1885-1886) och deltog också i Parissalongens utställningar. 
1892 grundade han tillsammans med tio andra kolleger konstnärsgruppen Vereinigung der XI som hade som mål att organisera utställningar oberoende av den konservativa akademiska konstvärlden i Berlin. Den första utställningen gruppen organiserade ägnades åt Edvard Munch och ledde till en skandal. Franz Skarbina avgick som professor vid konstakademien. Konstnärsgruppen Vereinigung der XI med Franz Skarbina uppgick 1888 i den nygrundade Berliner Secession. 
1902 återvände han till den mera konservativa Verein der Berliner Künstler och fick officiella uppdrag igen. 1904 blev han medlem av Konstakademiens senat.

## Verk
Franz Skarbina är representerad vid flera tyska konstmuseer såsom vid Alte Nationalgalerie Berlin, Galerie Neue Meister Dresden och Neue Pinakothek München samt dessutom i New York vid Metropolitan Museum:

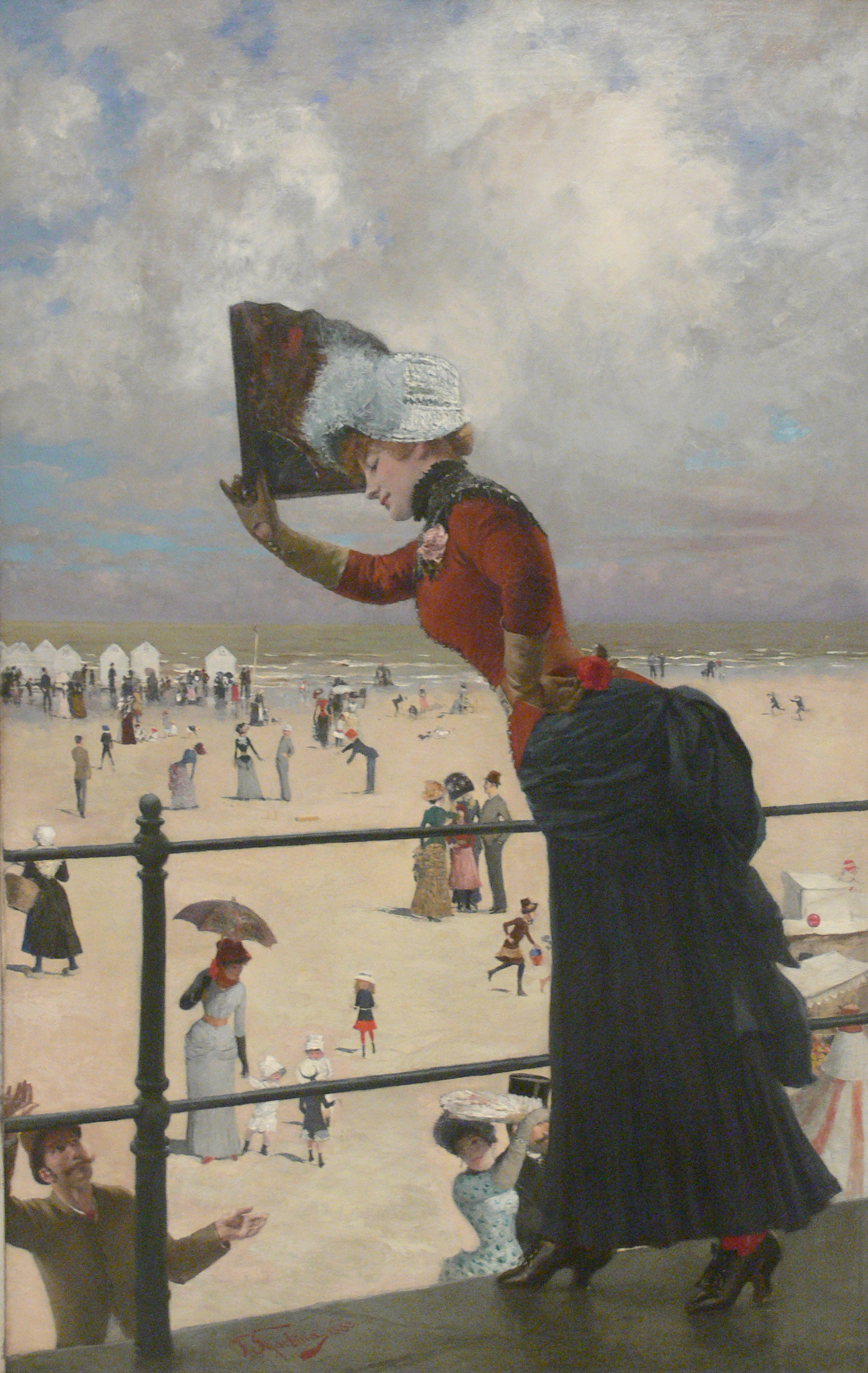
En dam på promenaden i en havsbadort, 1883 (Berlinische Galerie)
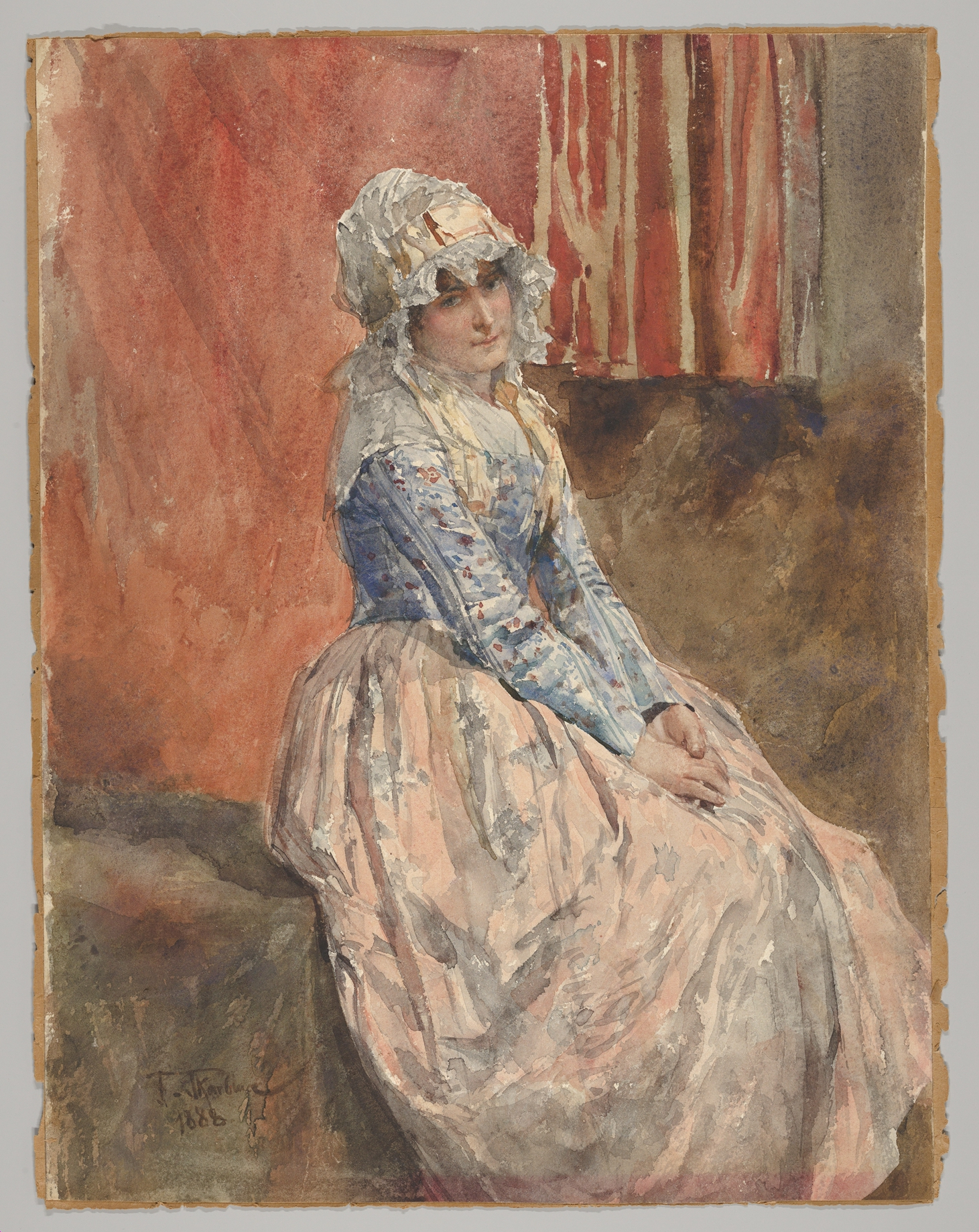
Sittande kvinna, 1888 (Metropolitan Museum of Art New York)
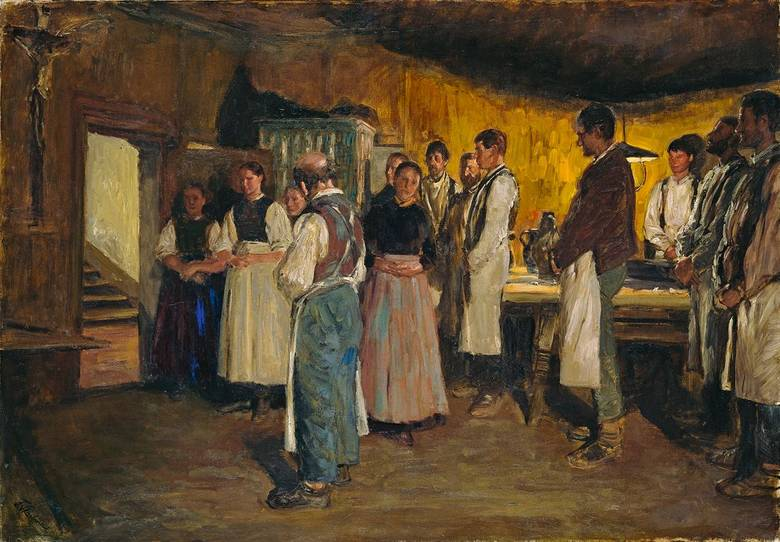
Kvällsandakt, 1890, (privatsamling)
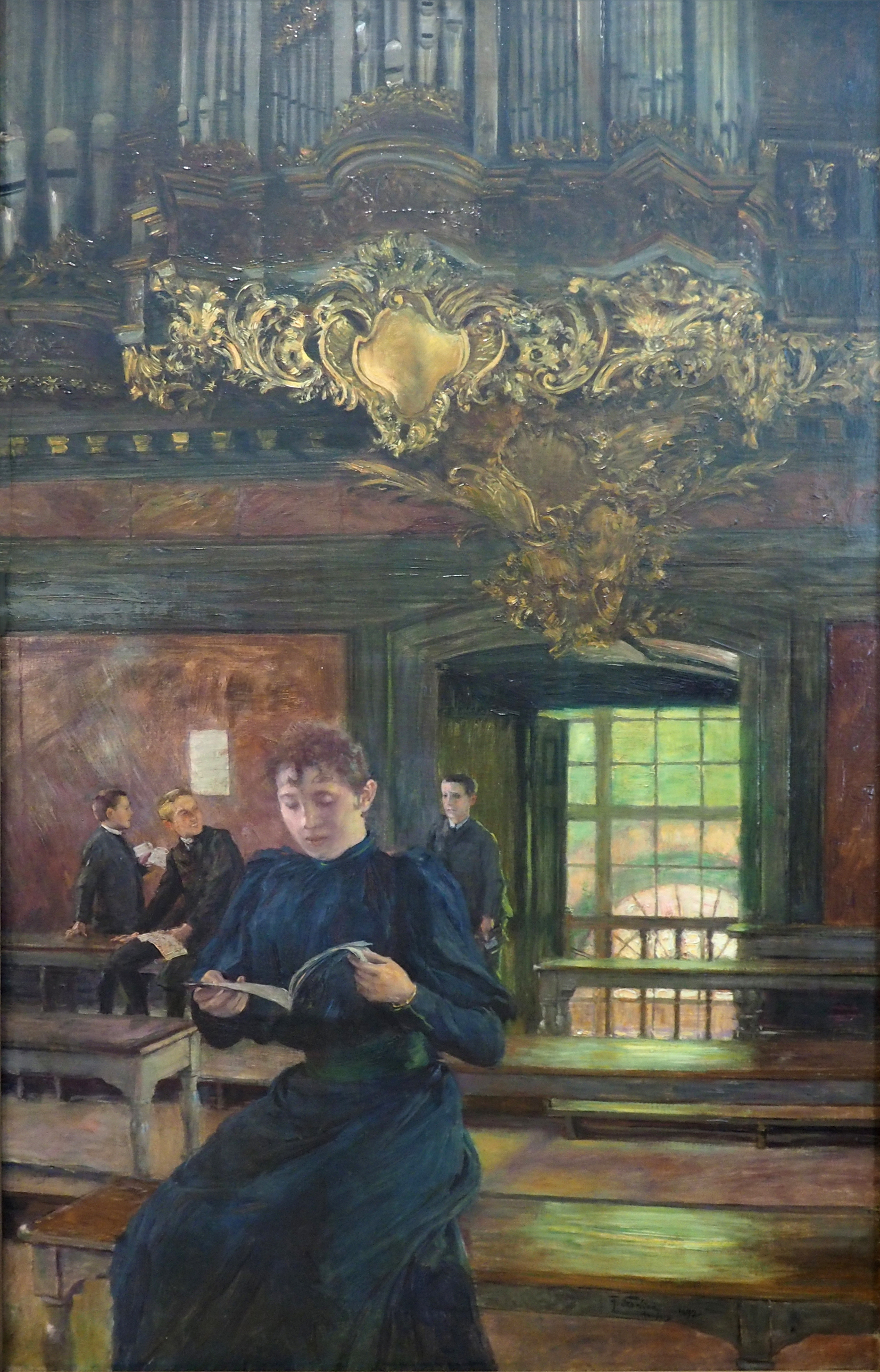
I Katarinakyrkan i Hamburg, 1892 (Landesmuseum Hannover)
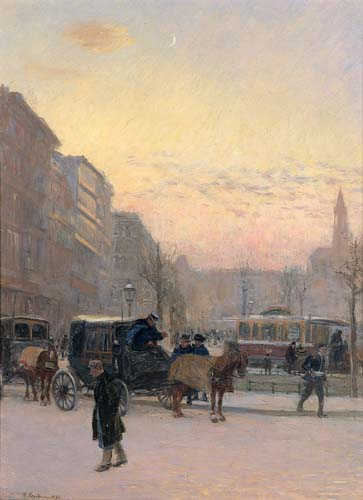
Vid den Schlesvigska porten, 1894 (Stadtmuseum Berlin)
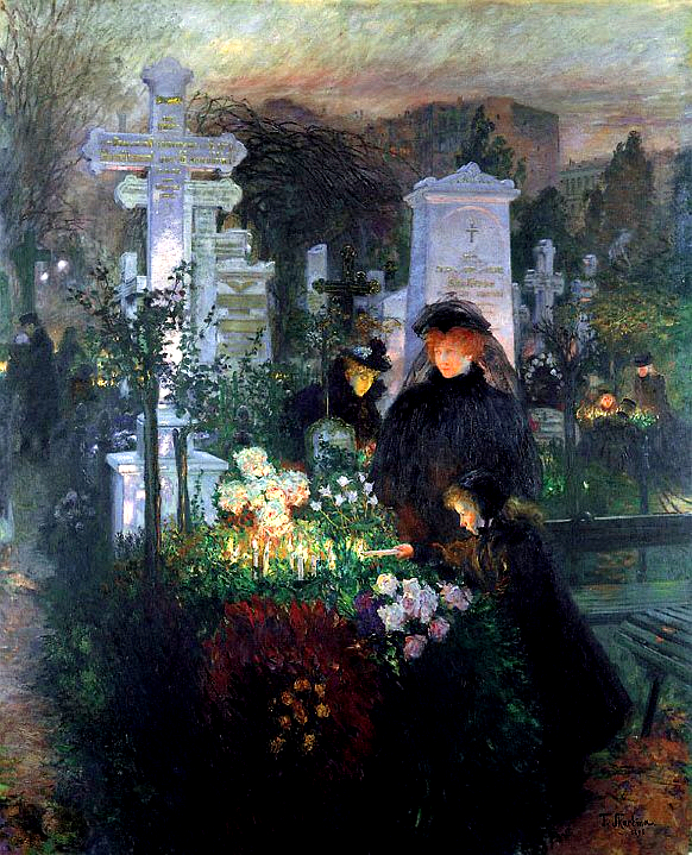
Alla själars dag (Hedwigskyrkogård), 1903 (Alte Nationalgalerie Berlin)
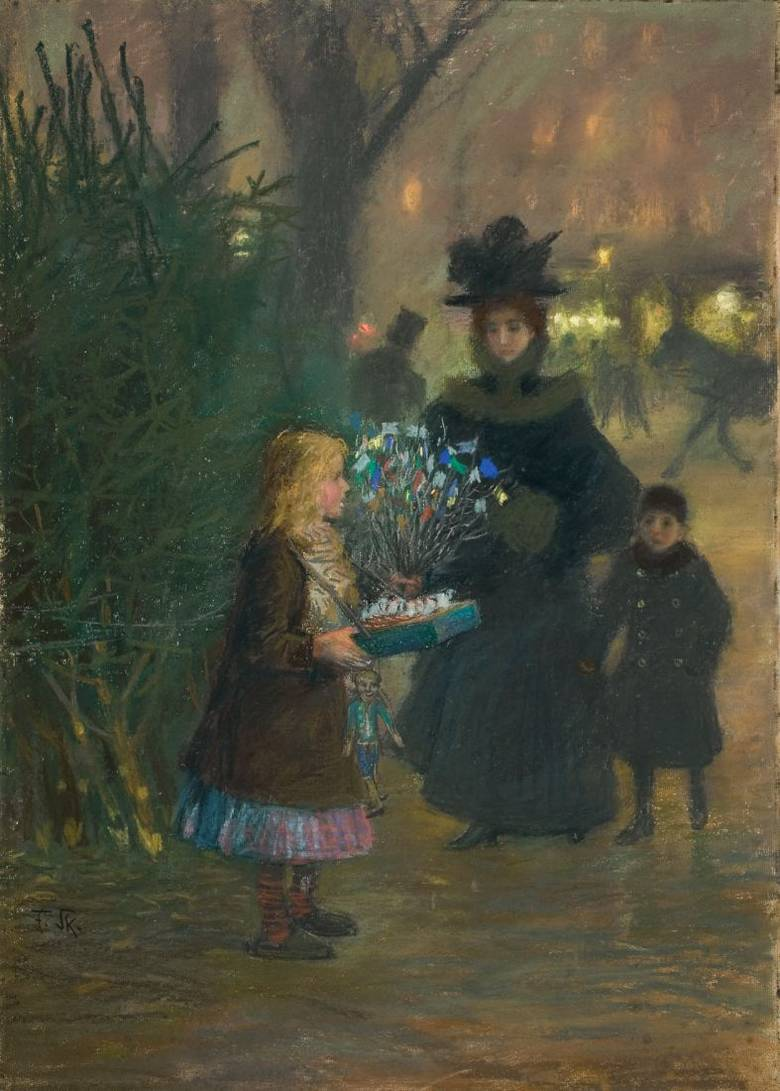
Julmarknad, ca 1900 (privatsamling)
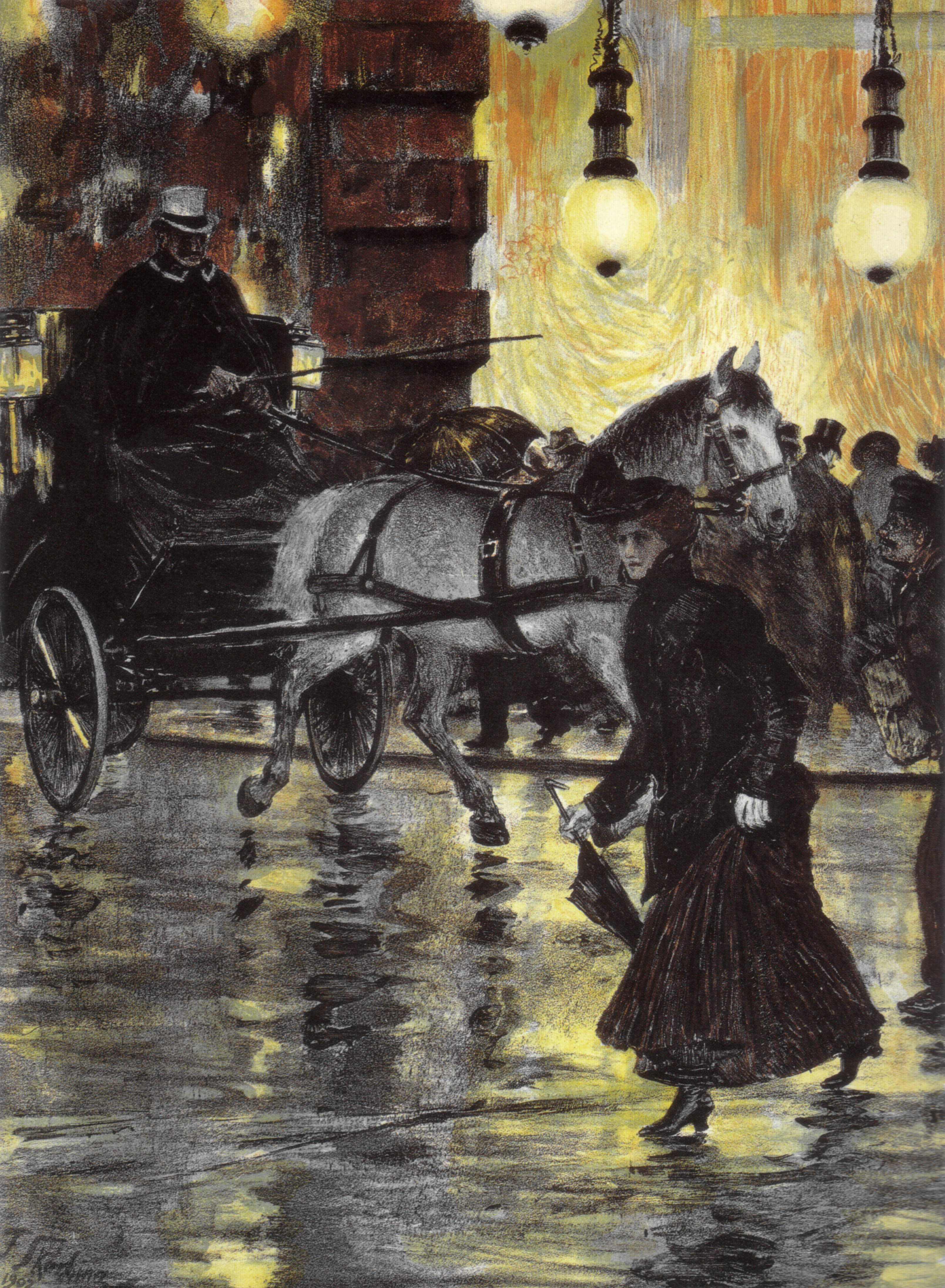
Friedrichstraße i Berlin på en regnig kväll, 1902 (privatsamling)
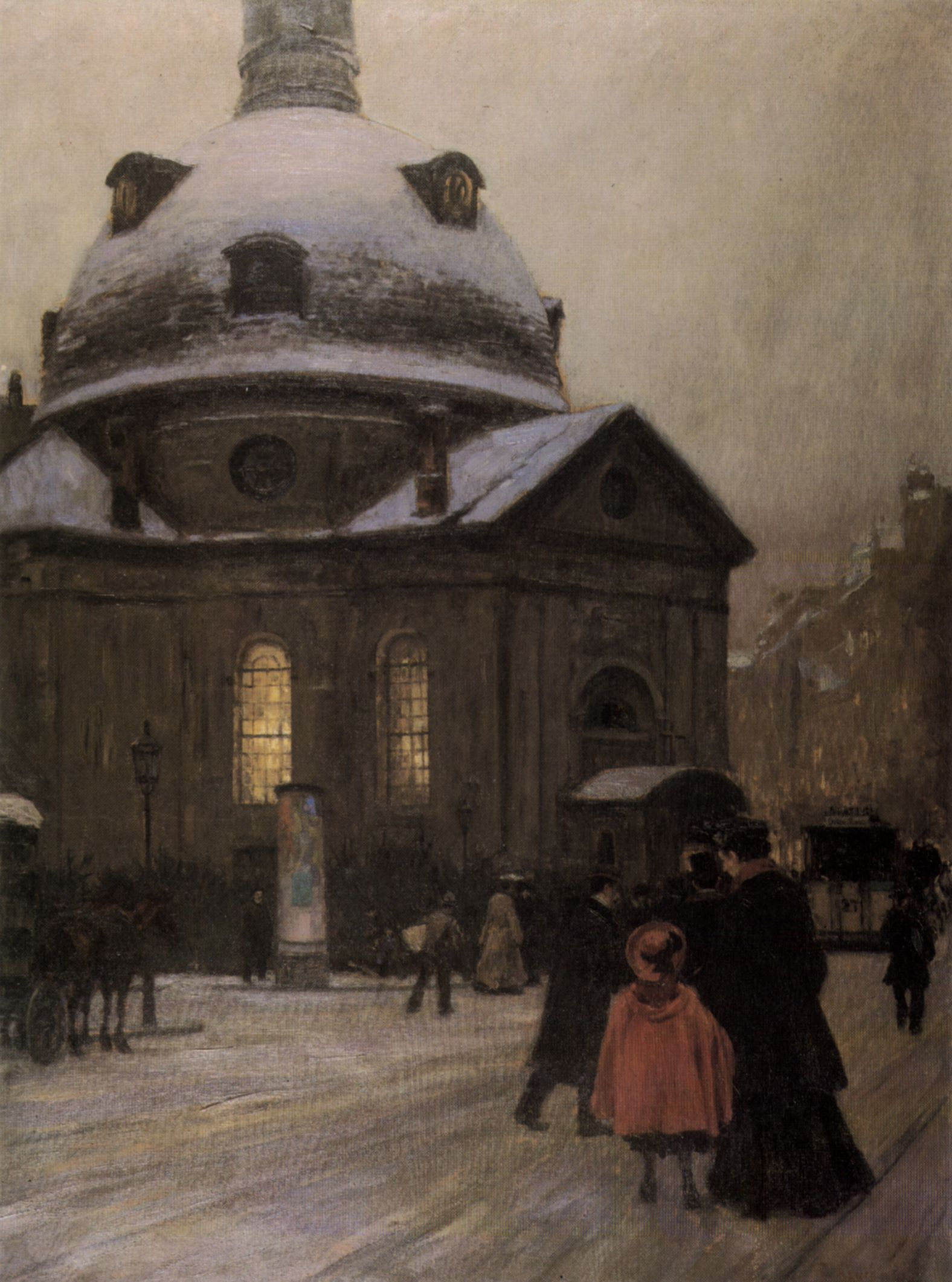
Bethlehemskyrkan på julaftonen, 1903 (Märkisches Museum Berlin)
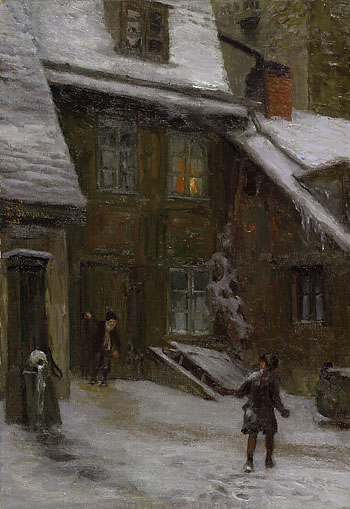
Snötäckt backgård, 1905 (privatsamling)
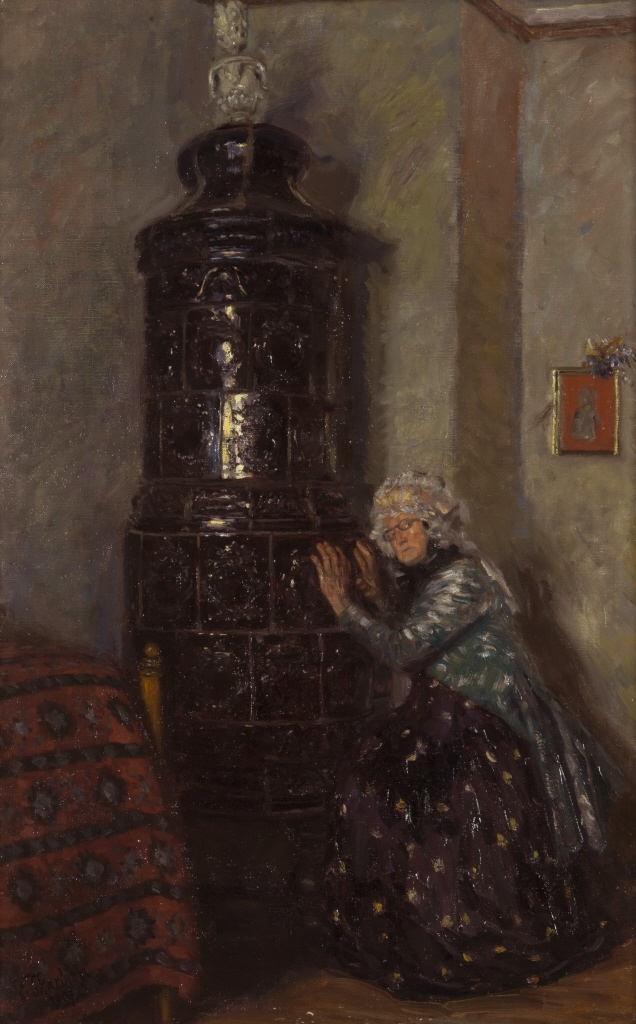
Gammal kvinna vid kakelugnen, 1907 (Berlinische Galerie)
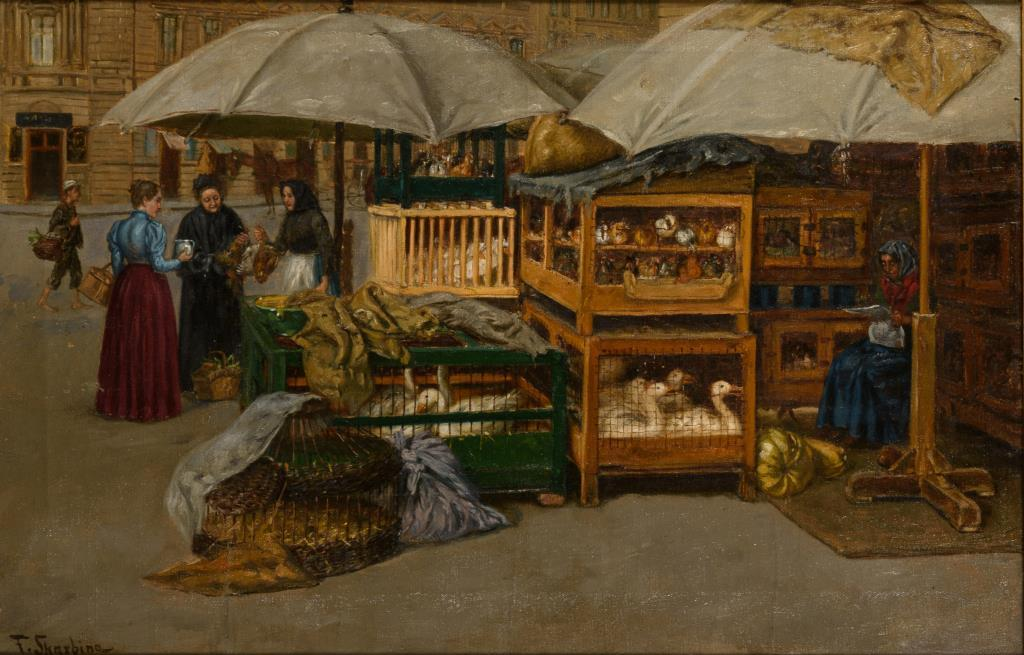
Fjäderfämarknad, före 1910 (privatsamling)